# (300) Geraldina
(300) Geraldina és un asteroide pertanyent al cinturó exterior d'asteroides descobert el 3 d'octubre de 1890 per Auguste Honoré Charlois des de l'observatori de Niça, França.
Es desconeix la raó del nom.